# Xã Wysox, Quận Bradford, Pennsylvania
Xã Wysox (tiếng Anh: Wysox Township) là một xã thuộc quận Bradford, tiểu bang Pennsylvania, Hoa Kỳ. Năm 2010, dân số của xã này là 1.721 người.